# Abdij van Munsterbilzen

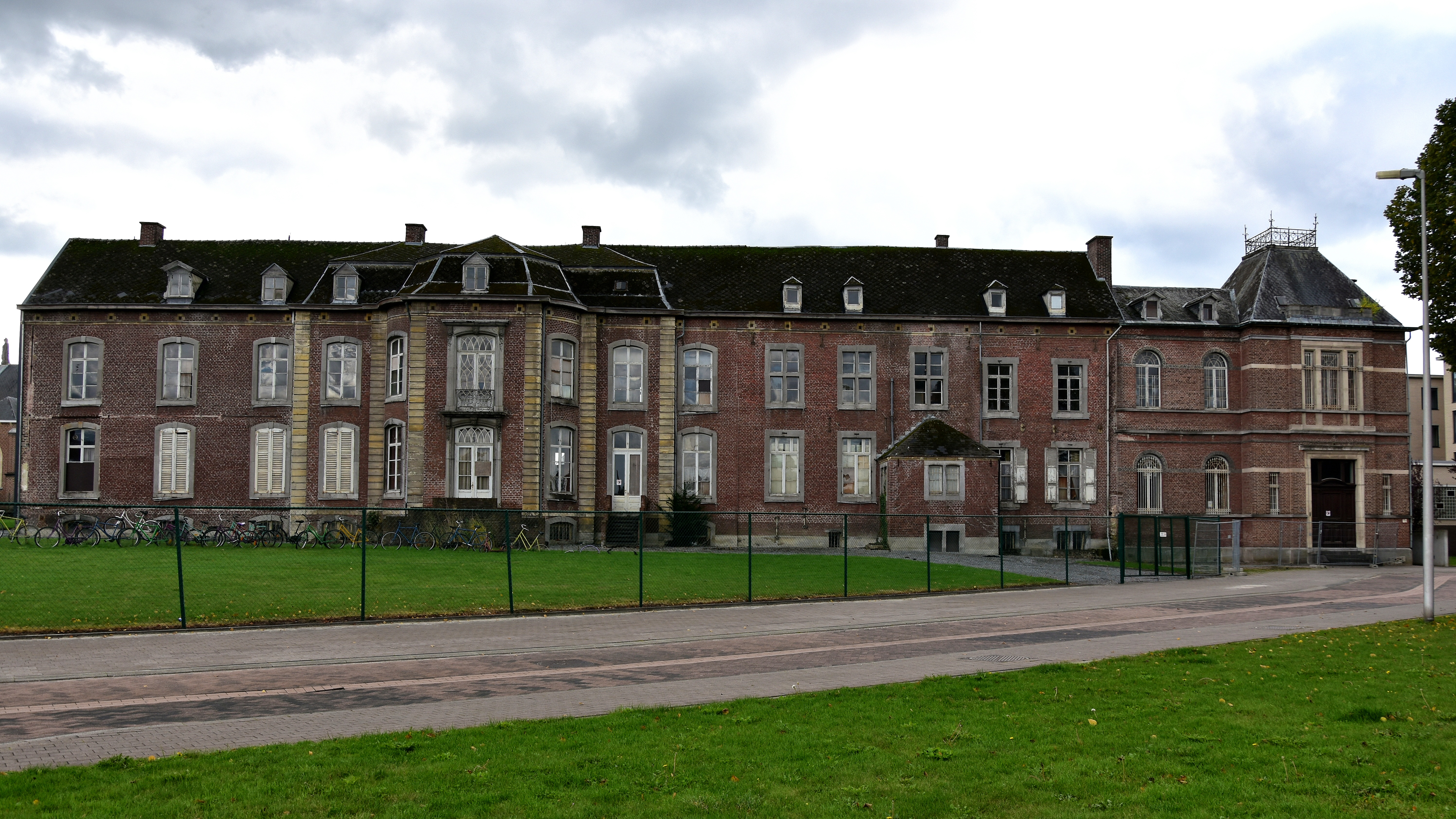
18e-eeuwse abdijgebouwen, ontworpen door Johann Joseph Couven

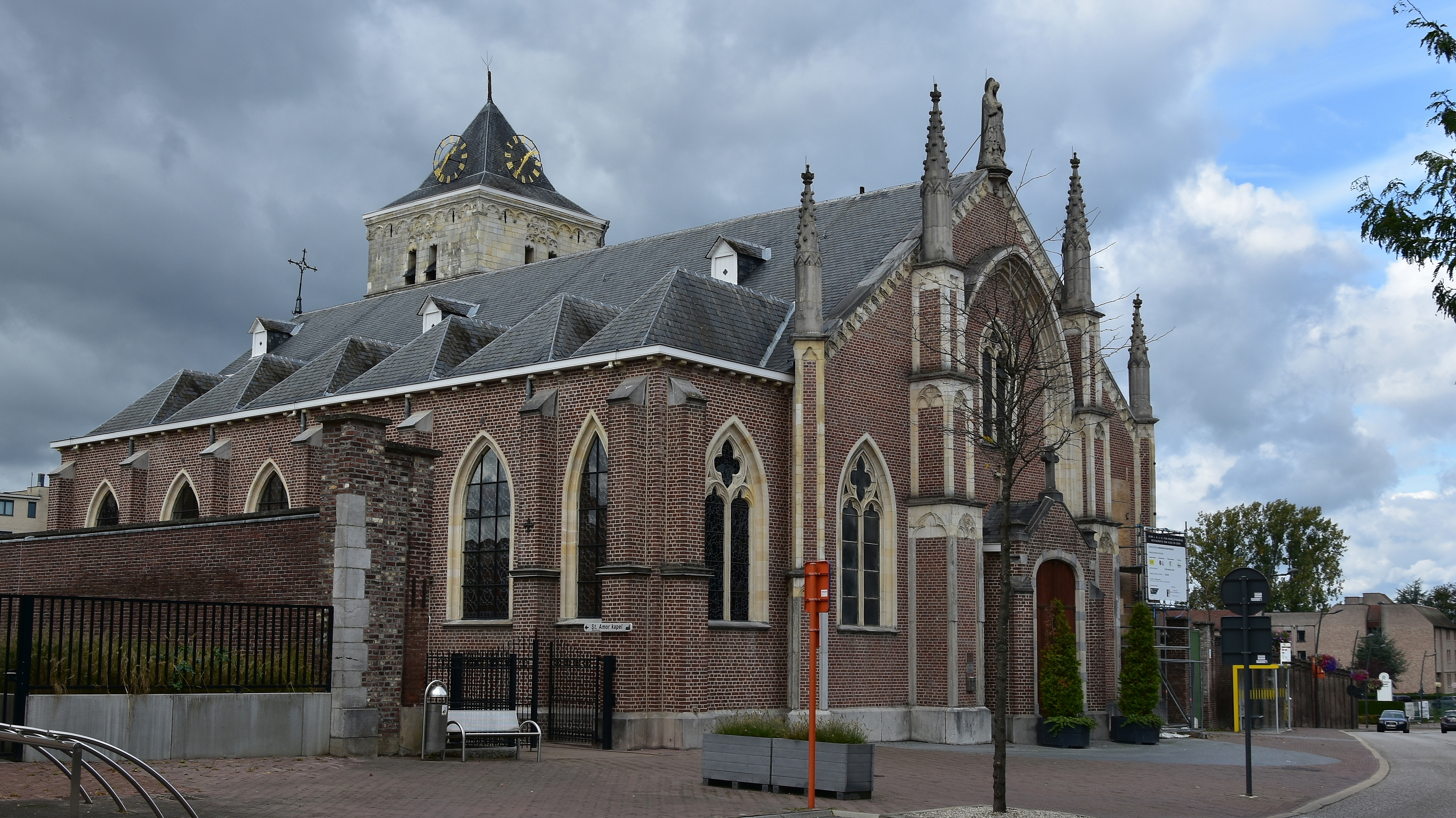
De neogotische parochiekerk met laatmiddeleeuwse toren

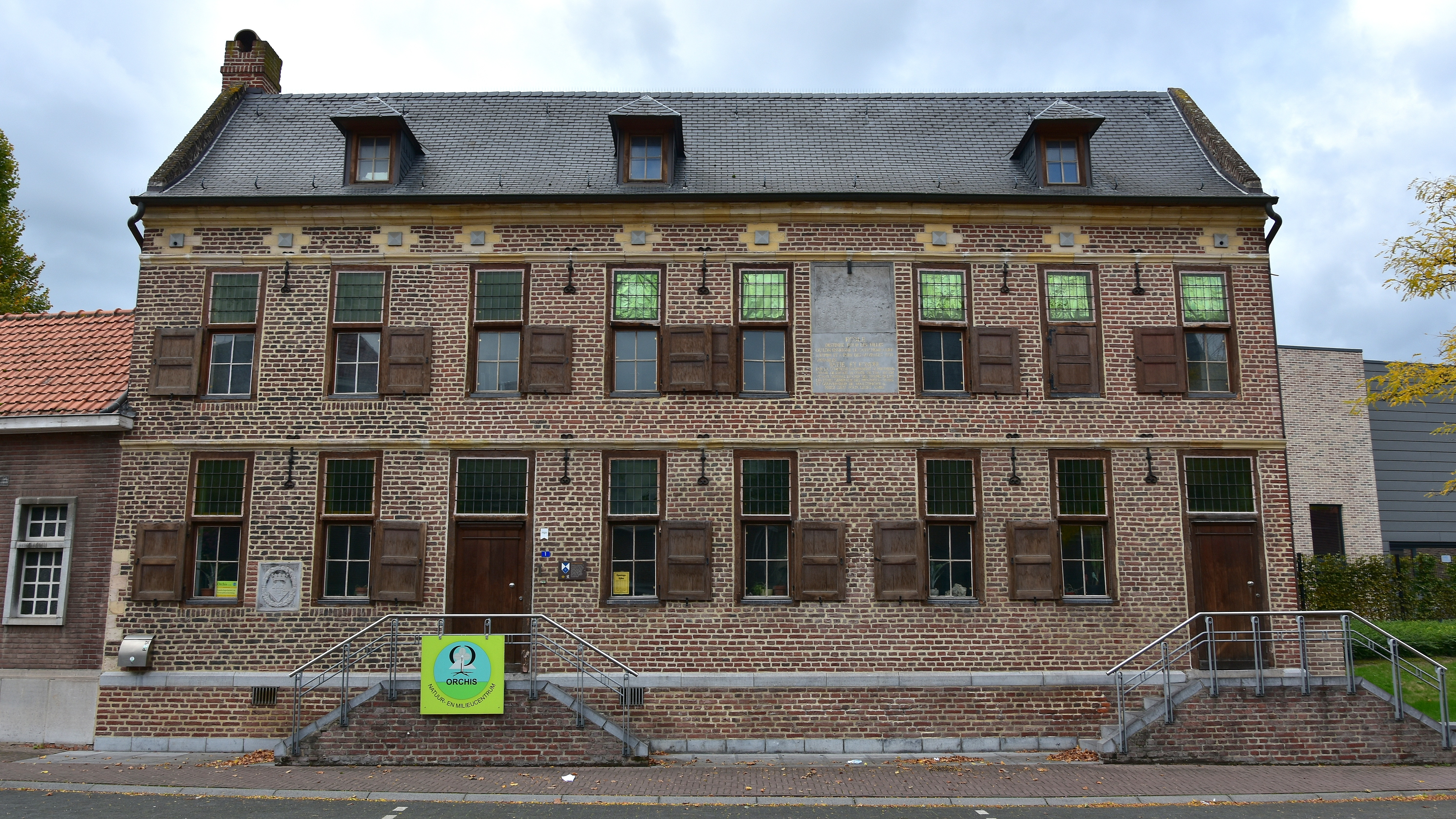
De meisjesschool van de abdij met wapen van een abdis en jaartal 1664 - voormalig gemeentehuis

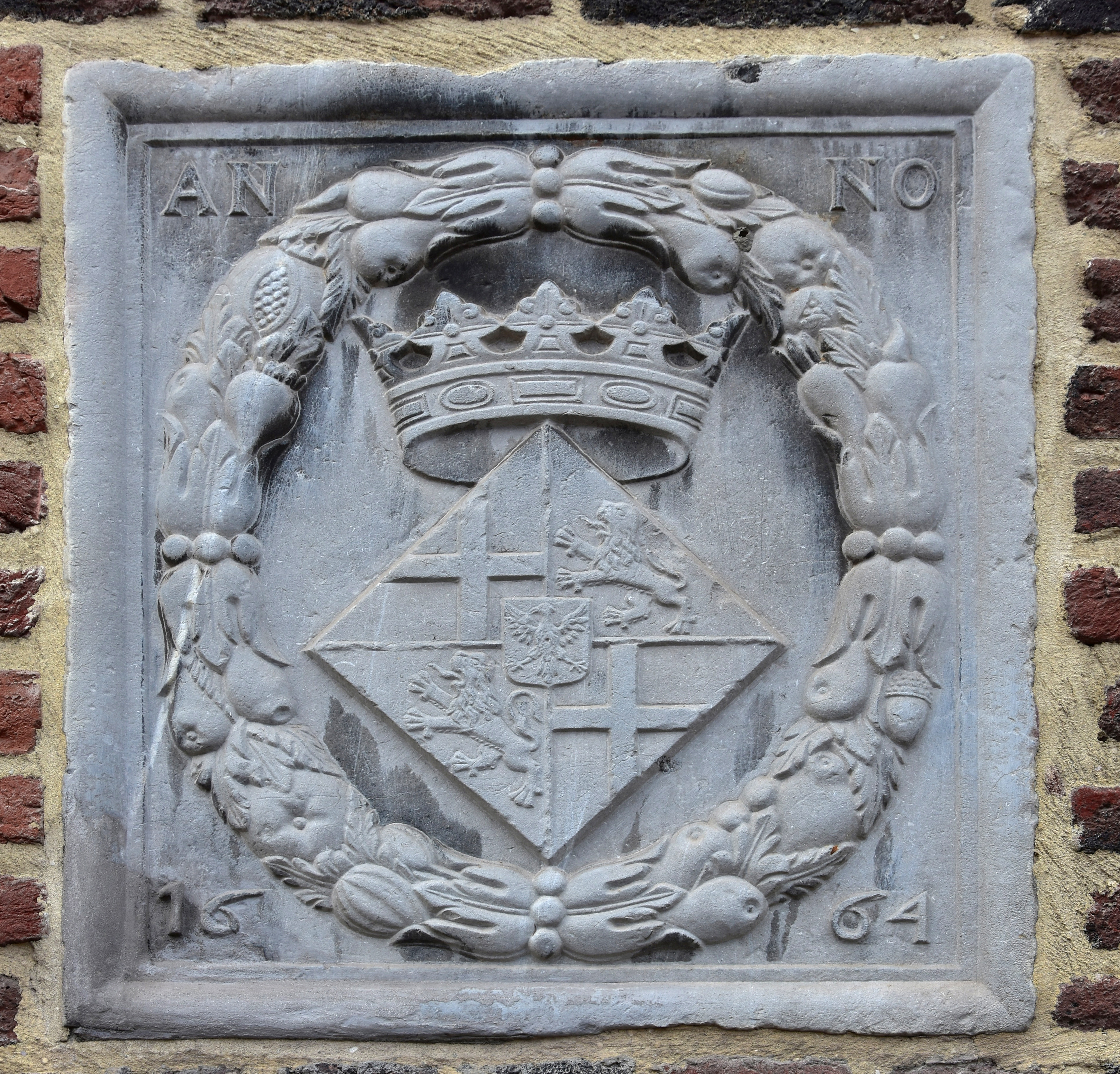
Wapen van een abdis met jaartal 1664

De Abdij van Munsterbilzen is een voormalige rijksabdij in het gelijknamige dorp Munsterbilzen in de Belgisch-Limburgse gemeente Bilzen-Hoeselt (vlak bij Maastricht). De stichting van het klooster der benedictinessen gaat terug tot de tijd van de Merovingers, waarmee de abdij het oudste vrouwenklooster in de Dietse Nederlanden is. Samen met de abdij van Sint-Truiden, de abdij van Aldeneik, de abdij van Susteren en de abdij Rolduc hoorde ze tot de belangrijkste kloosters in het Nederlandstalige deel van het bisdom Luik.

## Geschiedenis
De vrouwenabdij van Belisia (Bilzen) werd, volgens de legende, rond het jaar 670 gesticht door de heilige Landrada, mogelijk onder leiding van Lambertus, bisschop van Maastricht (van 669 tot 709). Een andere legende noemt de heilige Amor van Aquitanië als stichter van het klooster. Naar hem wordt ook de abdijkerk genoemd. Het dorp dat zich nabij de abdij vormde, kreeg de naam Belisia Monasterii, ofwel Munsterbilzen, ter onderscheiding van Beukenbilzen (thans Bilzen) en Eikenbilzen (thans Eigenbilzen).
In 881 werd de Abdij van Munsterbilzen, evenals de Abdij van Sint-Truiden en de kerken van Tongeren, Luik en Maastricht, verwoest door de Noormannen. In het derde kwart van de 10e eeuw werd het klooster herbouwd, dat zich voortaan Monasterium Sancti Amoris noemde. Het betrof de heilige Amor van Aquitanië. De abdijkerk speelde een belangrijke rol in de totstandkoming van het graafschap Loon in de 10e en 11e eeuw. In de abdijkerk werden verschillende Haspengouwse edelen begraven, zoals graaf en gravin Clodulf en Hilda, graaf en gravin Bengarius en Berta en in 1044 graaf Gozelo I van Verdun.
Aan het verblijf van Ida van Bonen, de moeder van Godfried van Bouillon en Boudewijn I van Jeruzalem, in het klooster omstreeks het midden van de 11e eeuw, dankte de abdij van Munsterbilzen een groot aantal schenkingen, onder andere te Bilzen, Riemst, Waltwilder, Martenslinde, Gellik, Eigenbilzen en Rijkhoven.
Aan het eind van de 12e eeuw werd het klooster omgevormd tot een adellijk vrouwenstift, waarover de graaf van Loon het voogdijschap had. Bij toetreding moesten kandidaten 16 adellijke kwartierstaten kunnen aantonen. De kanunnikessen die aan het wereldlijk kapittel verbonden waren, namen dagelijks deel aan het koorgebed, maar hoefden zich verder niet aan kloostergeloften te houden. Slechts een deel van het gebouwencomplex was binnen de muren van het stift gelegen; in later eeuwen woonden ook veel kanunnikessen buiten het klooster.
De abdis van de rijksabdij (stift) was niet alleen vrouwe van Munsterbilzen, maar bezat ook heerlijke rechten over de dorpen Wellen, Haccourt, Hallembaye en Kleine-Spouwen. Zij was vorstin of prinses van het Heilig Roomse Rijk en beschouwde zich als soeverein heerser over deze vijf dorpen. Vanaf de 17e eeuw werd dit recht door het Sint-Lambertuskapittel van Luik en de prins-bisschop betwist en na vele processen erkende de abdis in 1773 definitief de soevereiniteit van de bisschop.
In 1794, na de inval van de Fransen volgend op de Franse Revolutie, werd het kapittel ontbonden en de abdijgoederen verkocht. In de loop van de 19e eeuw werden de meeste gebouwen intra muros gesloopt, waaronder de abdijkerk. Eind(?) 19e eeuw was de familie De Lamberts de Cortenbach eigenaar van de abdij. Sinds 1895 is in de overgebleven gebouwen een verzorgingsinstituut voor psychisch gestoorden gevestigd, aanvankelijk gerund door de congregatie Zusters van Sint-Jozef uit Clermont-Ferrand, tegenwoordig Medisch Centrum Sint-Jozef geheten. Andere gebouwen deden dienst als postkantoor of gemeentehuis.

## Lijst van abdissen van Munsterbilzen
- Landrada (?-690), kloosterstichteres
- Guda van Heinsberg-Valkenburg? (1157-1173), dochter van Gosewijn I van Valkenburg
- Imaina of Imagina van Loon (na 1190 tot 1205), voormalige hertogin-gemalin van Neder-Lotharingen
- Mechtildis van Are, of Mathilde (ca. 1220-1249), zuster van Gerard van Loon
- Mathilde van Pietersheim (ca. 1267-1287)
- Aleidis (Ida) van Valkenburg († 1296), dochter van Dirk II van Valkenburg, zuster van Rooms-koningin Beatrix van Valkenburg
- Cecilia Hoen († 1458), dochter van Nicolaas II Hoen, heer van Hoensbroek
- Margaretha van Merode, ca. 1529
- Odilia van Buymelborn (1550-1582)
- Isabelle Henriette d'Aspremont-Lynden van Reckheim (abdis 1641-1686), bouwvrouwe van de meisjesschool (zie afbeelding - voormalig gemeentehuis) en een tijdlang voogd van het rijksgraafschap Rekem toen haar broer, graaf Ferdinand d'Aspremont-Lynden overleed[1]
- Antoinette van Eltz-Kempenich (ca. 1766)

## Beschrijving gebouwen
Van het eens machtige middeleeuwse monasterium is vrijwel niets meer over. Van de oude parochiekerk, pal naast de verdwenen abdijkerk, resteert slechts de kerktoren uit 1565-67. De kerk zelf is neogotisch. In het interieur bevinden zich onder andere een romaanse doopvont, de grafsteen van kanunnikes Anna van Merode, en een groot aantal schilderijen en beeldhouwwerken uit de 15e-18e eeuw. Ook zijn bij opgravingen in 2006 onder de parochiekerk de restanten van een vroegmiddeleeuws zaalkerkje van 11 x 5,7 m gevonden.
Het zogenaamde abdissenhuis en de hoofdingang in Maaslandse renaissancestijl zijn ca 1730-50 verbouwd naar een ontwerp van de Akense bouwmeester Johann Joseph Couven. Het meisjesschooltje werd in 1664 gebouwd  en was onder andere bedoeld voor gratis onderwijs aan een zestal arme meisjes. Het abdijcomplex is omgeven door een deels vernieuwde kloostermuur, waarop de wapenschilden van enkele abdissen zijn aangebracht.

## Evangeliarium van Munsterbilzen en Wachtendonckse Psalmen
Het zinnetje Tesi samanunga vvas edele unde scona ("Deze verzameling (de kloostergemeenschap) was edel en schoon") speelt in de geschiedenis van de Nederlandse taal een belangrijke rol. De zes woorden werden in 1130 bijgeschreven onder een lijst van namen in het evangeliarium van Munsterbilzen, een Karolingisch handschrift. Lang gold hebban olla vogala... als het oudste zinnetje in het Nederlands, maar recent onderzoek wijst eerder naar een Engelse herkomst, waarmee Tesi samanunga het oudst zou zijn. Het evangeliarium van Munsterbilzen bevat tevens een Ordo Stellae (ook wel Officium Stellae), een driekoningenspel, dat geldt als het oudste toneelspel in de Nederlanden. In december 2008 dreigde deze kostbare codex geveild te worden bij het Londense veilinghuis Sotheby's. Uiteindelijk is het evangeliarium na veel lobbywerk in bezit gebleven van de bollandisten te Brussel, waar het zich al sinds 1842 bevindt.
Naast het evangeliarium bewaarde men in de abdij van Munsterbilzen een Karolingisch psalter, de Wachtendonckse Psalmen genoemd. Dit verloren gegane psalmenboek uit de vroege 9e eeuw werd in een reisverslag uit 1446 genoemd als behorende tot de bezittingen van de abdis van Munsterbilzen. In 1591 was het in bezit van de Luikse kanunnik Arnold Wachtendonck, die beneficiant was van het Landrada-altaar in de abdij van Munsterbilzen en naar aanleiding van een geschil tussen twee kandidaat-abdissen door de paus was aangesteld als toezichthouder op de bezittingen en inkomsten van het klooster. Wachtendonck was een berucht verzamelaar van antiquiteiten en had zich het eeuwenoude psalterium, dat volgens de overlevering ooit aan de heilige Amor van Aquitanië had toebehoord, toegeëigend. Wachtendonck leende het psalterium uit aan de Leuvense geleerde en humanist Justus Lipsius, die het kopieerde en bestudeerde. De via Lipsius overgeleverde Wachtendonckse Psalmen vormen het oudst bekende boek in een vroege vorm van de Nederlandse taal.